# Masterplan (曲)
「Masterplan」（マスタープラン）は、BE:FIRSTの楽曲、または同曲をタイトル曲とするコンセプトシングル。2024年4月24日にB-MEから発売された。
2024年の第66回日本レコード大賞において優秀作品賞に選出された。

## 背景
昨年9月にリリースした前シングル「Mainstream」は音楽チャートで116冠という快挙を達成。11月には翌年春に東京ドームと京セラドームの2会場での自身初ドーム公演『BE:FIRST LIVE in DOME 2024 “Mainstream - Masterplan”』が決定するなど、快進撃を続けてきた。
2024年2月13日に4月24日のコンセプトシングル発売がアナウンスされていた。

## リリース
3月2日、コンセプトシングルのタイトル曲が「Masterplan」であることが発表された。カップリング収録曲の内容も次第に公開されていき、2月13日には前シングル「Mainstream」以降に配信限定でリリースされていた「Glorious」の、2月25日には翌日に配信リリースされた「Set Sail」の、4月8日にはメンバー・JUNONのソロ楽曲「Nova Flame ～One of the BE:ST-01 JUNON～」の収録が発表された。
4月14日、タイトル曲「Masterplan」がシングル発売の2日前である4月22日に先行配信リリースされることが発表された。また、先行リリース日の20時から楽曲のミュージック・ビデオが公開されることが発表され、16日までの間にミュージック・ビデオのティーザー映像と楽曲の歌詞が公開された。
6月21日、8月発売のスタジオ・アルバム『2:BE』に楽曲が収録されることが発表された。

## 制作・音楽性
楽曲は「BE:FIRSTのデビューからこれまでの快進撃や活躍が、偶然ではなく、実は全て計画通りだった」というコンセプトを据えた、BE:FIRSTの音楽性の根幹を形成するヒップホップ・チューンとなっている。トラックの制作には以前にも「Gifted.」「BF is…」「Mainstream」などの楽曲でタッグを組み制作してきた音楽プロデューサーのRyosuke “Dr.R” Sakaiが参加している。。
楽曲のコレオグラフは前シングル「Mainstream」と同じく、過去にStray KidsやNCT Uなどの振付も手がけたダンサー・ReiNaとメンバーのSOTAが担当した。

## ミュージック・ビデオ
先行配信リリース日の4月22日に、楽曲のミュージック・ビデオが公開された。ビデオではヒップホップと日本らしさの融合に挑戦。「BE:FIRSTのこれまでの快進撃は全て必然のものだった」という楽曲コンセプトを表現する、過去楽曲のミュージック・ビデオをオマージュしたシーンや、「Mainstream」の音楽チャート116冠達成というトピック、東京ドーム公演日を暗示するシーンなども組み込まれている。ミュージック・ビデオは公開から2日で350万回再生を突破した。
4月18日に楽曲のコンテンツカレンダーが公開され、リリースからの各種コンテンツ公開がアナウンスされた。4月24日には楽曲のダンス・パフォーマンスが、25日にはミュージック・ビデオの撮影やジャケット撮影の舞台裏、オフショットなどが収められているビハインド映像が、26日には楽曲のダンス・パフォーマンスを定点カメラで撮影したダンス・プラクティス映像が公開された
。
5月23日から6月19日までの間、5月6日放送のTBS系「CDTVライブ！ライブ！」で披露した楽曲のライブパフォーマンス映像がYouTubeで期間限定公開された。
10月30日、楽曲が初披露されたライブである「BE:FIRST LIVE in DOME 2024 “Mainstream-Masterplan”」より、楽曲のライブ映像が公開された。

## 販売形態
販売は、LIVE盤・MV盤・通常盤の3形態、BMSG MUSIC SHOP専売商品2形態の合計5形態で行われた。全形態に共通して4曲入りのCDシングルが収録されている
。
- LIVE盤（AVCD-61425/B・AVCD-61426/B）
昨年12月に行われたライブイベント「D.U.N.K. Showcase in KYOCERA DOME OSAKA」の様子が収録されたBlu-ray/DVDを収録。特典として全7種類のセットとなったトレーディングカードAが付属する。
- MV盤（AVCD-61427/B・AVCD-61428/B）
「Masterplan」「Glorious」のミュージック・ビデオとそのメイキング映像が収録されたBlu-ray/DVDを収録。特典として全7種類のセットとなったトレーディングカードBが付属する。
- 通常盤（AVCD-61429）
Blu-ray/DVDの収録はなし。特典として全7種類のセットとなったトレーディングカードCが付属する。
- BMSG MUSIC SHOP専売商品 初回生産限定仕様（AVC1-61430/B・AVC1-61431/B）
LIVE盤とMV盤のそれぞれに付属されているBlu-ray/DVDを両方ともに収録。特典としてフォトブックが付属する。
- BMSG MUSIC SHOP専売商品（AVC1-61432・AVC1-61433）
特典として全7種類のセットとなったトレーディングカードCが付属する他、バンドルグッズとしてトレーディングカードを収納できるコレクトブックとトレーディングカード集合1枚が付属する。2種類販売された。

### BMSGとしての販売の工夫
2024年2月13日に株式会社BMSGは「BMSGから音楽業界を持続不可能にしないための提言」として、「CD売上に依存し、リスナーに複数枚購入を薦めた結果大量にCDが捨てられてしまう」という現在の日本の音楽業界の問題点を指摘し、それに対して事務所としてアクションを行っていくことを発表した。その一環として、本作では以下のような工夫がされた。
- CD製造時のプラスチックの使用による温室効果ガスの排出を削減するため、紙ジャケット仕様となった。結果、CD製造段階のプラスチック使用量を10tの削減を達成した。
- CDの複数枚購入の原因のひとつとされていた、販売店や販売サイトなどの法人ごとに異なる購入者特典や、ランダム封入のCD特典を廃止した。そのためリリースから5月22日までの約1か月間において、CDの出荷枚数は前作に比べて約7万枚減少してはしまったが、グッズの売上を含めた作品に関係する総売上は前作の約2倍に上昇したという。

また、Billboard JAPANは、チャート上でも上位の成績を残すことで、法人別の特典をつけCDの複数枚購入に依存しなくとも、チャート1位を獲得することは可能ということを証明したとしている。

## 収録内容

### CD
全形態共通収録。
| #         | タイトル                                     | 作詞                   | 作曲                                           | 時間  |
| --------- | -------------------------------------------- | ---------------------- | ---------------------------------------------- | ----- |
| 1.        | 「Masterplan」                               | SKY-HI                 | Ryosuke "Dr.R" Sakai・Daisuke Nakamura・SKY-HI | 3:32  |
| 2.        | 「Set Sail」                                 | SHUNTO・RYUHEI・SKY-HI | UTA・Yohei・SKY-HI                             | 3:13  |
| 3.        | 「Glorious」                                 | LEO・SKY-HI            | UTA・MANATO・JUNON・SKY-HI                     | 4:41  |
| 4.        | 「Nova Flame 〜One of the BE:ST-01 JUNON〜」 | JUNON・SKY-HI          | ZEN・LOAR・MONJOE・Kosuke Crane・JUNON         | 2:39  |
| 合計時間: | 合計時間:                                    | 合計時間:              | 合計時間:                                      | 14:05 |

### Blu-ray/DVD
- LIVE盤

| #  | タイトル             | 作詞 | 作曲・編曲 |
| -- | -------------------- | ---- | ---------- |
| 1. | 「Mainstream」       |      |            |
| 2. | 「Milli-Billi」      |      |            |
| 3. | 「Brave Generation」 |      |            |
| 4. | 「Don't Wake Me Up」 |      |            |
| 5. | 「Shining One」      |      |            |
| 6. | 「SOS」              |      |            |
| 7. | 「Salvia」           |      |            |
| 8. | 「Bye-Good-Bye」     |      |            |
| 9. | 「Scream」           |      |            |

- MV盤

| #  | タイトル                           | 作詞 | 作曲・編曲 |
| -- | ---------------------------------- | ---- | ---------- |
| 1. | 「Masterplan -Music Video-」       |      |            |
| 2. | 「Glorious -Special Video-」       |      |            |
| 3. | 「Masterplan -Behind The Scenes-」 |      |            |
| 4. | 「Glorious -Behind The Scenes-」   |      |            |

## 楽曲解説

### Set Sail
「Set Sail」（セットセイル）は、2024年2月26日に配信限定でリリースされたBE:FIRSTの楽曲。漫画「ONE PIECE」のカードゲームとのコラボソングとして書き下ろされた。
ファンクとロックがミックスされ冒険心と爽快感に溢れた楽曲であり、エモーショナルで力強いメロディーや小気味よいビートで疾走感溢れるトラックが特徴となっている。作曲はSKY-HIのほか、以前に「Moment」「Glorious」でもタッグを組んだUTA、TinyVoice Production所属のYoheiが参加。作詞には「ONE PIECE」カードゲーム好きを公言するメンバーのSHUNTOとRYUHEIが参加しており、歌詞の各所各所に「ONE PIECE」を意識したワードが散りばめられている。RYUHEIはインタビューにて気に入っている歌詞に"Pull the trigger"というフレーズを挙げており、「ONE PIECEのカッコ良さを最大限出したくて入れた」「一番キマるし、引き締まるのでカッコ良い」と述べている。
2月25日、楽曲が4月24日発売のニューシングルに収録されることが発表され、翌日26日にシングルからの先行配信という形での配信リリースがアナウンスされた。
配信リリース日の20時には、「ONE PIECE」カードゲームのYouTube公式チャンネルで楽曲が使用されたスペシャル映像が公開された。映像ではメンバーがカードゲームを楽しむ様子の他、歌唱シーンや『ONE PIECEカードゲーム』世界大会の様子も収められている。撮影にはSHUNTOとRYUHEIがプライベートで使用しているデッキを持ち込み、実際に対戦する様子も収録された。撮影についてメンバーのSOTAは「趣味か仕事かわからないくらい楽しかった」と感想を述べている。
Billboard JAPANのチャートには2024年3月11日付チャートで初登場。ダウンロードチャート「Download Songs」では1.9万ダウンロードを売り上げ首位を獲得。その他同週ではストリーミング24位、ラジオ53位、動画再生37位をマークし、総合チャート「Hot 100」では12位を記録した。
このタイアップの後、メンバーのSOTAとSHUNTOは2024年7月から放映された「ONE PIECE カードゲーム」のコマーシャル「強敵！BE:FIRST」篇に出演した。

### Glorious
「Glorious」（グロリアス）は、BE:FIRSTの楽曲。2023年11月6日に配信限定でリリースされた。楽曲は第102回全国高校サッカー選手権大会応援歌として書き下ろされている。
楽曲は、勝者であれ敗者であれ、人から笑われるような夢や自身が思い描く未来に向かってがむしゃらに前に進んでいく努力を讃える一曲となっている。作詞はメンバー・LEOとプロデューサーのSKY-HIが担当。作曲にはメンバーのMANATOとサッカー経験者であるJUNONが参加している。
2023年10月17日、第102回全国高校サッカー選手権大会の応援歌をBE:FIRSTが担当することが発表された。高校サッカー公式YouTubeチャンネルではメンバーのコメント映像が公開され、「Glorious」の一部が初公開された。同月27日には歌詞の全貌が公開された。
11月3日に行われたメジャーデビュー2周年記念のYouTube生配信『BE:FIRST 2nd Anniversary YouTube Live』にて、ドームライブ『BE:FIRST LIVE in DOME 2024 “Mainstream - Masterplan”』とともに11月6日の配信リリースがアナウンスされた。同配信内では楽曲がサプライズ初披露された。11月6日の配信リリースと同時にオフィシャル・オーディオが公開された。
11月7日、前述の配信内で楽曲がサプライズ披露された際の模様がYouTubeにで公開された。11月9日には楽曲のリリックビデオが公開された。“足跡”をテーマに、「足跡の数を誇ろう」という楽曲に込められたメッセージを表現しているアニメーション映像となっている。
11月29日、楽曲のスペシャル・ムービーが公開された。一本の列車を舞台に、これまで歩んできたBE:FIRSTの道のりが描かれた。撮影はワンカットやアドリブで取られたシーンが多く、「現在のありのままの姿」が映し出されている。また、映像にはソニーの360立体音響技術を使った「360 Reality Audio（サンロクマル・リアリティオーディオ）」をが取り入られた。監督を務めたMESSは、「BE:FIRSTのリアルな表情やアクションを最大限に引き出すために、演出的な演技だけでなくカット割までも減らし、彼らがプレデビューから約2年で辿り着いた“現在のありのままの姿”を切り取りました。また、SPECIAL MOVIEとして全編に渡ってBE:FIRSTの軌跡をたどる映像であるが、視聴後には見ている側も励まされる応援歌としてのGloriousのメッセージ性にもこだわりました。」と映像のこだわりを述べている。
翌年1月8日に国立競技場にて行われた第102回全国高校サッカー選手権大会決勝にて7人で楽曲を歌唱した。
Billboard JAPANチャートには11月20日付で初登場。同週のダウンロードチャート「Download Songs」では2万ダウンロードを売り上げ首位を獲得。その他、ストリーミングでは29位、動画再生6位、ラジオ9位などの好スタートで総合チャート「Hot 100」では7位を獲得した。
6月21日、8月発売のスタジオ・アルバム『2:BE』に楽曲が収録されることが発表された。

### Nova Flame
「Nova Flame 〜One of the BE:ST-01 JUNON〜」（ノヴァ フレイム）は、BE:FIRSTのメンバー・JUNONによるソロ楽曲。
4月8日、同月24日発売予定のニューシングルにメンバー・JUNONのソロ曲「Nova Flame」が収録されることが発表された。グループ初となるソロ曲であり、また新企画「One Of The BE:ST」の第一弾である。楽曲の作詞作曲にはJUNON自らも参加している。楽曲のコレオグラフはs**t kingzのNOPPOが担当した。
プロデューサーのSKY-HIは「One Of The BE:ST」の企画について「BE:FIRSTを語る上で良く“個性”という言葉を使われますが、その個性の更なる成長のために一番必要なのは、“個々の音楽性、音楽力の更なる成長”に尽きると思います。
今一度、初期衝動そのままに音楽での最高の遊びを彼らそれぞれが行いそれぞれの長所をさらに伸ばしていきますので、このプロジェクトが一周し07まで到達した時、更に大きなBE:FIRSTに出会えると確信しています。」とコメントした。
6月19日、JUNONによるダンスパフォーマンス映像がYouTubeにて公開された。

## チャート成績
Billboard JAPAN各チャートには2024年5月6日付チャートで初登場。シングルセールスは115,963枚で2位、ダウンロードとラジオ、動画再生の三冠を達成し、総合チャート「Hot 100」では1位を獲得した。総合首位獲得は「Mainstream」以来自身6曲目となる。
ストリーミングチャート「Streaming Songs」では前作「Mainstream」の初週再生を超える795万再生を記録し7位にランクイン。ダウンロードチャート「Download Songs」では3.5万ダウンロードを売り上げ首位を獲得。自身通算10作目となるダウンロード首位獲得作品となった。

## タイアップ
Set Sail
ONE PIECE CARD GAME×BE:FIRST COLLABORATION SONG
Glorious
第102回全国高校サッカー選手権大会応援歌